# UTEC
UTEC (University of Toronto Electronic Computer Mark I) è stato un computer costruito all'Università di Toronto (UofT) nei primi anni cinquanta. Fu il primo computer costruito in Canada, nonché uno dei primi funzionanti nel mondo, sebbene realizzato solo in forma di prototipo in attesa di fondi per costruirne uno su larga scala. Questi fondi poi vennero poi usati per il Manchester Mark 1 da Ferranti in Inghilterra e l'UTEC scomparve velocemente.